# Prince Avalanche
Prince Avalanche är en amerikansk dramakomedifilm från 2013, regisserad av David Gordon Green. Filmen är baserad på den isländska filmen Either Way från 2011, fast med handlingen förlagd till Bastrop, Texas.
Filmen handlar om Alvin och Lance, två vägarbetare. De tillbringar sommaren 1988 isolerade och borta från sina stadsliv och hamnar så småningom i konflikt med varandra och sina anhöriga.
Filmen hade sin världspremiär vid filmfestivalen i Berlin 2013, där den deltog i tävlingen om Guldbjörnen. Den vann inte, men David Gordon Green belönades med Silverbjörnen för bästa regi det året.

## Rollista (i urval)
- Paul Rudd – Alvin
- Emile Hirsch – Lance